# Cala de Enmedio
Cala de Enmedio es una pequeña y recóndita playa del parque natural del Cabo de Gata-Níjar. Se localiza en el término municipal de Níjar (provincia de Almería, Andalucía, España), en la desembocadura de la Rambla de la Cala, flanqueada por el Cerro del Cuartel y el Cerro de la Higuera.

## Acceso
La dificultad de su acceso, que sólo puede hacerse desde el mar o a pie desde Agua Amarga o desde el camino de la Cala del Plomo, a través de un estrecho sendero que bordea los cerros anteriormente mencionados, hace de esta solitaria cala de arena oscura pero brillante, un lugar excelente para la práctica del nudismo y el buceo.

## Galería

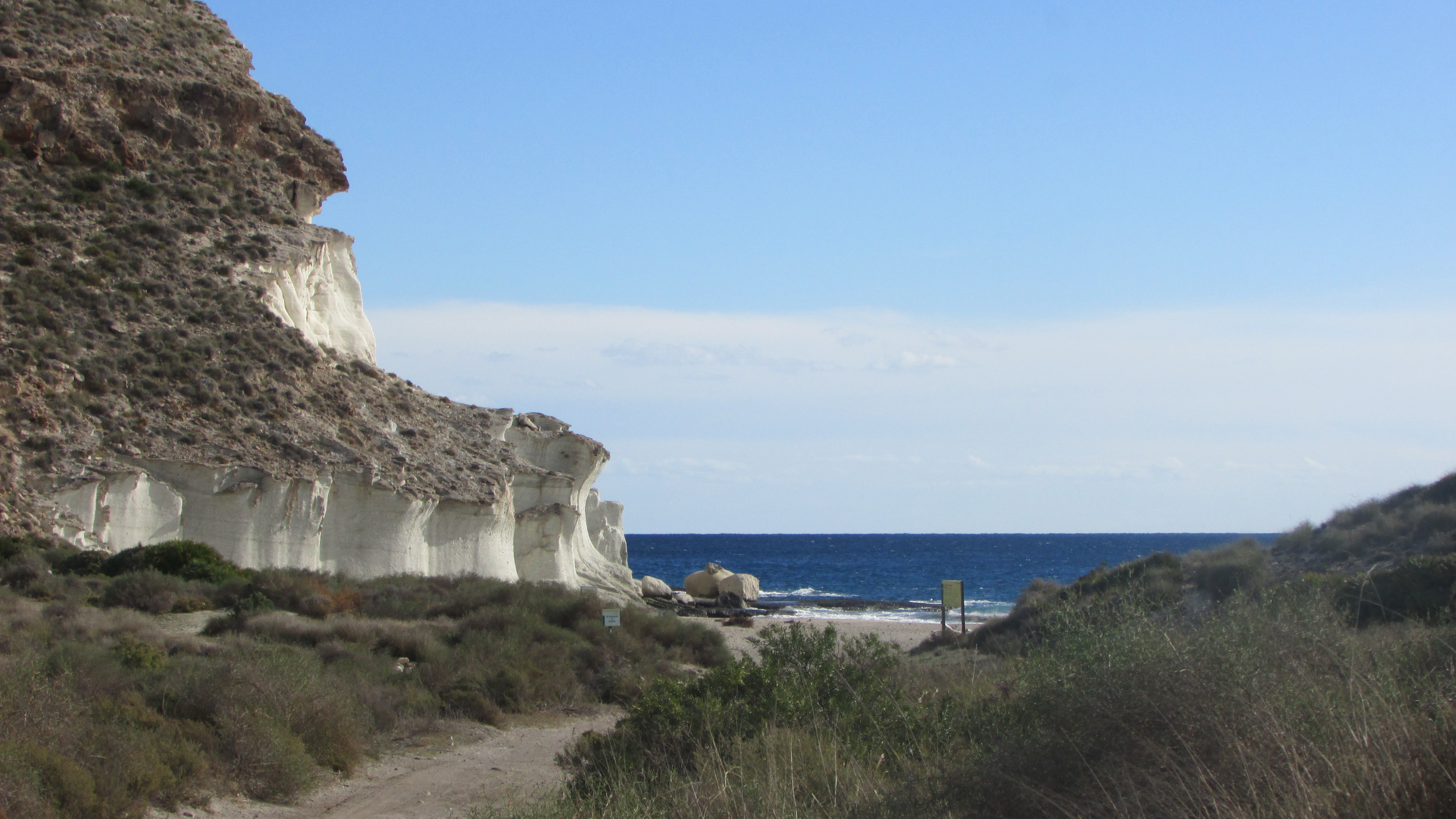
Acceso a pie.
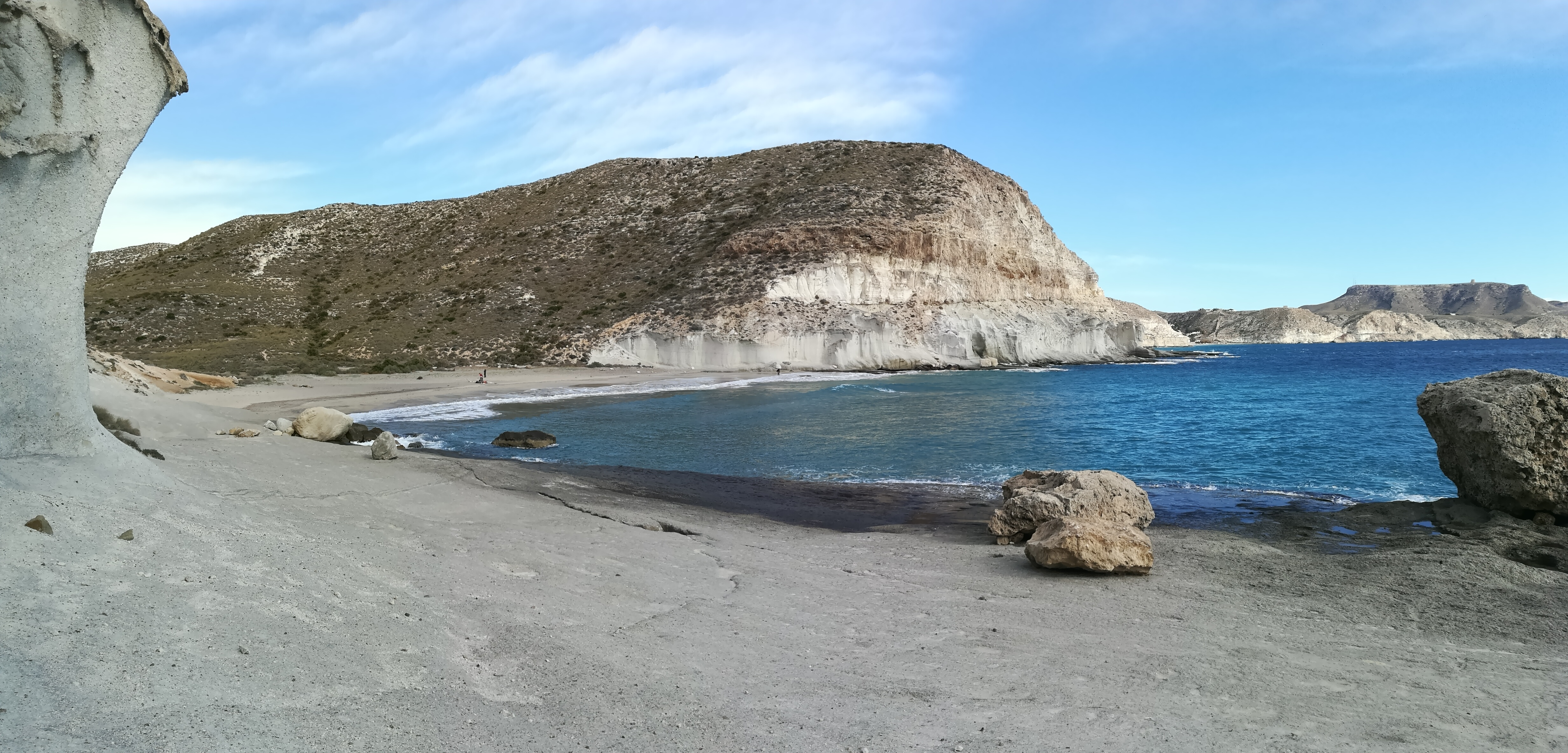
Vista desde el sur. Al fondo, Mesa Roldán.